# Occipital
L'os occipital és un os del crani, pla, imparell, central i simètric de forma romboidea amb dues cares, posteroinferior i anterosuperior, quatre vores i quatre angles.
Es troba en la part posterior inferior i mitjana del crani, darrere de l'esfenoide i damunt de l'atles. S'articula a més amb els parietals i amb els temporals pels costats.